# Nuataus
Nuataus is een bestuurslaag in het regentschap Kupang van de provincie Oost-Nusa Tenggara, Indonesië. Nuataus telt 1487 inwoners (volkstelling 2010).